# Varga Katalin Gimnázium (Budapest)
A budapesti V., majd VI. kerületi m. kir. áll. felsőbb leányiskola (1875–1905), és leánygimnázium (1905–1921), m. kir. áll. Mária Terézia felsőleányiskola és leánygimnázium (1921–1923), később csak leánygimnázium (1923–1946), majd budapesti VI. kerületi áll. Varga Katalin általános leánygimnázium (1946–1961), később gimnázium (1961–1970) egy középiskola volt Budapesten 1875 és 1970 között. Megszűnése óta általában Varga Katalin Gimnázium, ritkábban Mária Terézia Leánygimnázium néven emlegetik.
Az iskola eredetileg az V. kerületi Erzsébet tér és József tér közötti Cziráky-házban, majd a IV. kerületi Újvilág utcában (ma V. kerület Semmelweis utca) működött. Innen a Váci körút és az Új utca sarkára költözött a VI. kerületben. Utolsó épületébe 1902-ben került, a Sugárút 65. számú házba. A koedukált oktatás 1961/1962-ben kezdődött az intézményben. Miután 1970-ben bezárták, helyén szakközépiskola (ma: KMASZC Pesti Barnabás Élelmiszeripari Technikum és Szakképző Iskola) nyílt.

## Az iskola híres diákjai
- Balázs Júlia, 1925, csillagász
- Berrár Jolán, 1943, nyelvész
- Forró Evelyn, 1967, újságíró
- Garas Klára, 1937, művészettörténész
- Jerger Krisztina, 1967, művészettörténész
- Irsai Vera, 1927, zenepedagógus
- Kukorelly Endre, 1968, József Attila-díjas magyar író, költő, újságíró
- Lax Éva, 1966, énekművész, filológus
- Lendvai Ildikó, 1964, politikus, országgyűlési képviselő
- Péva Ibolya, 1959, színésznő
- Radnóti-Alföldi Mária, 1944, régész, numizmatikus
- Techert Margit, 1918, filozófus, filozófiatörténész
- Vincze-Krausz Ilona, 1921, zongoraművész, zenepedagógus